# 영현면
영현면(永縣面)은 대한민국 경상남도 고성군에 있는 면이다. 군소재지로부터 북서쪽 20 km 지점에 위치하고, 지방도 제1009호선과 지방도 제1016호선이 연결되어 도로망이 편리하며 산간내륙성 기후로, 쌀, 보리 위주의 경종농업에 종사해 왔으나, 근래에 와서는 시설채소(마디호박, 풋고추)와 밤, 단감, 배 등의 과수 재배면적이 확대되고 있어 소득이 증대되고 있다. 대법리에 계승사가 위치하고 있고, 도립공원 옥천사 진입도로가 신분리 신촌 마을에서 시작되고 있다.

## 연혁
- 신라 경덕왕 36년 경주 영선현에 속함
- 940년 고려 태조 23년 산남도 강주(진주) 영선현으로 되어 목사가 직접 통할
- 1886년 조선 고종 23년 진주군 영현면으로 개칭
- 1914년 3월 1일 지방행정 지역개편으로 고성군에 편입[2]

## 법정리
- 추계리
- 봉발리
- 봉림리
- 대법리
- 영부리
- 침전리
- 신분리
- 연화리

## 교육
- 영현초등학교